# Battaglia di Wilton
La battaglia di Wilton è stata una battaglia combattuta a Wilton nel Wiltshire il 1º luglio 1143 durante la guerra civile inglese conosciuta come Anarchia.
Un'armata sotto gli ordini di re Stefano d'Inghilterra stazionava nell'abbazia di Wilton, dove fu attaccata da un esercito comandato da Robert di Gloucester. Nonostante la disfatta, il Re riuscì comunque a fuggire.

## Contesto storico
Il primo gennaio 1127 Enrico II d'Inghilterra designò sua figlia, Matilde, come erede al trono. In ogni caso, quando Enrico morì nel 1135, suo nipote Stefano di Blois attraversò il Canale da Boulogne per rivendicare il trono. Acquisì velocemente supporto dei magnati di Londra e della Chiesa, inoltre prese controllo del Tesoro a Winchester. Fu incoronato Re il 22 dicembre 1135.
Nel 1138 Matilde riuscì ad raggruppò abbastanza supporto per sfidare Stefano per il trono. I suoi sostenitori erano capeggiati dal fratellastro Robert di Gloucester. La guerra civile andò avanti fino al 6 novembre 1153 quando, col trattato di Wallingford, Stefano riconobbe Enrico Plantageneto, figlio di Matilde, come suo erede al trono.

## Campagna
Per il 1142 entrambe le parti diventarono caute nel rischiare la battaglia aperta, mentre la guerra civile divenne una guerra di assedio. Le fortezze di Matilde erano per la maggior parte situate nel sudovest dell'Inghilterra. Buona parte degli assedi prese parte nei dintorni di quell'area.
Nel 1143, Stefano iniziò una nuova campagna per fortificare la propria posizione nell'ovest della nazione. Marciò su Wareham, il porto utilizzato dagli alleati di Matilde per mantenere le comunicazioni con la Normandia. Wareham era fortemente difesa e il sovrano non riuscì a catturarlo, così cambiò direzione verso Salisbury. Durante la marcia occupò l'abbazia di Wilton mentre aspettava rinforzi da Winchester.

## Battaglia
Mentre Re Stefano era posizionato a Wilton, mentre radunava le sue forze per l'attacco su Salisbury, Robert di Gloucester lo attaccò a sorpresa al tramonto del primo luglio 1143. Stefano tentò di bloccare l'assedio, ma la sua armata fu spinta indietro e dispersa da un attacco di cavalleria da parte dell'armata di Gloucester. Stefano scappò nell'oscurità dall'abbazia bruciante mentre il suo aiutante, William Martel, mantenne la retroguardia per ritardare l'arrivo dei nemici. In seguito alla battaglia, gli uomini del conte saccheggiarono e bruciarono diverse case di Wilton.

## Conseguenze
Re Stefano consegnò il castello di Sherborne come riscatto per William Martel, catturato durante la battaglia. Sherborne era stato un avamposto strategico e molto importante per il re nell'ovest del paese. Come risultato della consegna, il potere di Robert di Gloucester si estese dal canale di Bristol fino alla costa sud di Dorset. La guerra civile raggiunse un periodo di stallo, con Stefano inabile di estendere il proprio dominio verso l'ovest, mentre Matilde non riusciva a estendere il suo oltre quella regione.